# 関西アイケアプラットフォーム
株式会社関西アイケアプラットフォームは、かつて大阪府と滋賀県において、シミズメガネ並びにメガネのオオツカのブランドでメガネ、コンタクトレンズなどの販売を行っていた企業。株式会社ビジョナリーホールディングスの100%子会社。

## 概要
株式会社メガネスーパーは、中期経営計画において、基本戦略の一つに「目の健康プラットフォームを通じた同業のロールアップを戦略的に展開」を掲げている。その一環として近畿地方における基盤強化を掲げ、メガネスーパーは2017年6月21日に近畿地方における事業戦略を担う完全子会社として、株式会社関西アイケアプラットフォームを設立した。本社は東京都港区に置かれる。
関西アイケアプラットフォームは2017年8月3日付で、経営危機が表面化していた株式会社シミズメガネから、シミズメガネの全事業並びに全11店舗を譲受した他、2020年2月1日付でビジョナリーホールディングスの子会社である株式会社大塚メガネを吸収合併した。シミズメガネ並びにメガネのオオツカの両ブランドは維持される。
2020年11月1日付でメガネスーパーから商号変更されたVHリテールサービスへ吸収合併され、関西アイケアプラットフォームは解散した。

## 沿革
- 2017年
  - 6月21日 - 株式会社メガネスーパーの完全子会社として設立。
  - 8月3日 - 株式会社シミズメガネ（後のファイブ・ミッションズ）から全事業を譲受。
  - 11月1日 - メガネスーパーの持株会社制移行に伴い、株式会社ビジョナリーホールディングスの完全子会社となる。
- 2018年7月 - 本社所在地を東京都港区から東京都中央区へ移転。
- 2020年
  - 2月1日 - 株式会社大塚メガネを吸収合併。
  - 11月1日 - VHリテールサービスへ吸収合併され解散。

## 店舗
大阪府内で11店舗、滋賀県内で5店舗を運営していた。吸収合併後はVHリテールサービスが運営している。